# Kornelia Adamczyk
Kornelia Adamczyk (ur. 6 maja 2001) – polska lekkoatletka z niepełnosprawnością występująca w kategorii F46.

## Życiorys
Przygodę ze sportem zaczynała od piłki nożnej, w której występowała na zawodach krajowych i mistrzostwach świata. Później postanowiła zająć się trzema lekkoatletycznymi konkurencjami: rzutem dyskiem, pchnięciem kulą i rzutem oszczepem. W przeszłości miała operację ręki. Chodziła do Zespołu Szkół Ekonomicznych im. Karola Adamieckiego w Dąbrowie Górniczej.

## Wyniki
| Rok  | Zawody             | Miejscowość | Konkurencja          | Wynik | Pozycja    |
| ---- | ------------------ | ----------- | -------------------- | ----- | ---------- |
| 2021 | Mistrzostwa Europy | Bydgoszcz   | Rzut oszczepem (F46) | 24,09 | 5. miejsce |